# Trolox
L'acide 3,4-dihydro-6-hydroxy-2,5,7,8-tétraméthyl-2H-1-benzopyran-2-carboxylique, ou Trolox, est un analogue hydrophile (soluble dans l'eau) de la vitamine E. Comme cette dernière, il s'agit d'un antioxydant, qui est utilisé en biologie et en biochimie pour limiter les dommages dus au stress oxydant.  
La capacité antioxydante en équivalent Trolox (en) (TEAC) donne une mesure de la force antioxydante d'une substance en unités d'équivalent Trolox, par exemple en µM pour 100 g. Ceci permet de mesurer la capacité antioxydante d'un mélange sans devoir évaluer celle de chacun de ses constituants. Elle est le plus souvent mesurée à l'aide de la décoloration de l'ABTS. La TEAC est utilisée pour les aliments, les boissons et les suppléments alimentaires. L'analyse FRAP (en) (pour Ferric Reducing Ability of Plasma) utilise ainsi le Trolox comme standard.
L'indice ORAC (pour Oxygen Radical Absorbance Capacity) est une autre méthode de mesure de la capacité antioxydante d'une substance, cependant invalidée en 2012 par le Département de l'Agriculture des États-Unis (USDA) au motif que les données obtenues in vitro par cette méthode peuvent difficilement être extrapolées in vivo, notamment pour les polyphénols.